# Franz Altheim
Pour les articles homonymes, voir Altheim.
Franz Altheim, né le 6 octobre 1898 à Francfort-sur-le-Main et mort le 17 octobre 1976 à Münster, est un historien de l'Antiquité allemand. Il a été professeur à l'université libre de Berlin.

## Biographie
L'enfance de Franz Altheim a été difficile : sa mère a abandonné le foyer familial et son père – un sculpteur, au mode de vie excentrique – s'est suicidé en 1914, le jour de Noël. Il s'est engagé dans l'armée en 1917 et fut envoyé dans l'empire ottoman comme traducteur, premier contact avec le monde du Proche-Orient auquel il s'intéressera beaucoup par la suite.
Il commence ensuite des études de philologie classique et d'archéologie, en gagnant sa vie comme employé de banque. En 1928, il devient privat-docent à l'université de Francfort ; à Francfort, il est influencé par l'historien des religions Walter F. Otto et l'ethnologue Leo Frobenius. En 1938, il est nommé professeur associé à l'université de Halle, où il est titularisé en 1943.
Il fait partie de l’Ahnenerbe Forschungs und Lehrgemeinschaft, institut de recherches nazi, contrôlé par Heinrich Himmler et rattaché à la SS, qui avait pour mission de démontrer la supériorité de la « race aryenne ». Cela lui permet de bénéficier de subventions pour des voyages d'études en Italie et au Proche-Orient.
En 1950, il devient professeur à l'université libre de Berlin, où il reste jusqu'à sa retraite en 1964.
Il a appartenu au comité de patronage de Nouvelle École.

## Publications
Altheim a laissé une production extrêmement abondante, qui touche à de multiples sujets : histoire des religions, histoire politique, philologie et linguistique. Quelques ouvrages ont été traduits en français :
- Attila et les Huns, illustrations d'Erika Trautmann-Nehring, traduction de Jacques Marty, Paris, Payot, 1952, 230 p., pl., cartes (trad. de Attila und die Hunnen, Baden-Baden, Verlag für Kunst und Wissenschaft, 1951).
- Le déclin du monde antique : examen des causes de la décadence (coll. « Bibliothèque historique »), traduction par André Cœuroy, Paris, Payot, 1953, 439 p. (trad. de Niedergang der alten Welt. Eine Untersuchung der Ursachen, Frankfurt, Klostermann, 1952).
- Alexandre et l'Asie, histoire d'un legs spirituel, traduction de Henri E. del Medico, revue par l'auteur, Paris, Payot, 1954, 421 p., cartes (trad. de Alexander und Asien. Geschichte eines geistigen Erbes, Tübingen, Niemeyer, 1953).
- La Religion romaine antique (coll. « Bibliothèque historique »), traduction de Henri E. del Medico, revue par l'auteur, Paris, Payot, 1955, 335 p. (trad. de Römische Religionsgeschichte, 3 Bände, Berlin, de Gruyter, 1931–1933).